# A Quiet Passion
A Quiet Passion is een Brits-Belgische biografische film uit 2016, geschreven en geregisseerd door Terence Davies. De film ging op 14 februari in première op het internationaal filmfestival van Berlijn.

## Verhaal
De film vertelt het leven van de negentiende-eeuwse dichteres Emily Dickinson vanaf haar tienerjaren. Dickinson is een innerlijk getormenteerde vrouw die heel talentvol is maar na enkele sterfgevallen in de familie een kluizenaarsbestaan leidt in het grote familiale landhuis. De weinige personen waar ze contact mee heeft zijn haar zus en haar overspelige broer.

## Rolverdeling
| Acteur          | Personage               |
| --------------- | ----------------------- |
| Cynthia Nixon   | Emily Dickinson         |
| Jennifer Ehle   | Vinnie Dickinson        |
| Duncan Duff     | Austin Dickinson        |
| Keith Carradine | Edward Dickinson        |
| Johdi May       | Susan Gilbert Dickinson |
| Emma Bell       | Jonge Emily Dickinson   |

## Productie
Op 12 september 2012 werd aangegeven dat Cynthia Nixon de rol zou spelen van Emily Dickinson in de nieuwste biopic van Terence Davies maar pas in mei 2015 startte de productie in België.